# Xã Allens Grove, Quận Mason, Illinois
Xã Allens Grove (tiếng Anh: Allens Grove Township) là một xã thuộc quận Mason, tiểu bang Illinois, Hoa Kỳ. Năm 2010, dân số của xã này là 586 người.